# Berényi Antal (színműíró)
Berényi Antal, névváltozatok: Szahlinger, Szálinger (Lovasberény, 1828. szeptember 15. (keresztelés) – Budatétény, 1856. április 30.) földbirtokos, színműíró.

## Élete
Szalinger Ignác és Hummel Barbara (Borbála) fiaként született, keresztszülei Cziráky Antal Mózes országbíró és Batthyány Mária voltak.Édesanyja egy időben urasági alkalmazásban állt. Berényi Antal iskoláit elvégezvén, a drámaírásra adta magát. Két színművet írt: Vak Béla, szomorújáték 5 felvonásban és Kálmán Király szomorújáték 5 felvonásban (előadták a Nemzeti Színházban 1855. november 15-én. Ism. Salamon Ferenc a Budapesti Hírlapban 876. sz.)
Midőn 1856. április 30-án Székesfehérvárról Pestre utazott, az érdi Pelikán vendéglőtől Tétény felé vezető lejtős úton lovai elragadták; ő oly szerencsétlenül ugrott vagy inkább esett ki a kocsiból, hogy az esésben kapott sérülés és vérvesztés következtében pár óra múlva Budatétényben, ahova vitték, meghalt.